# Kelly Lynn Reiter
Kelly Lynn Reiter (* 18. Mai 1997 in Chapel Hill, North Carolina) ist eine US-amerikanische Schauspielerin und Filmproduzentin.

## Leben
Reiter wurde am 18. Mai 1997 in Chapel Hill geboren. Erste Erfahrungen als Schauspielerin sammelte sie als Kind im Theater. Sie studierte an der University of North Carolina at Chapel Hill.
Ihr Fernsehschauspieldebüt gab Reiter als Kinderdarstellerin im Jahr 2011 in einer Episode der Fernsehserie It’s Supernatural. 2017 spielte sie eine wiederkehrende Rolle in der Fernsehserie The Z Virus. 2022 stellte sie die Rolle der Brianna im Tierhorrorfilm Maneater dar. 2023 übernahm sie eine größere Rolle im Film Diamond Heist – Ein Unmöglicher Auftrag. Im selben Jahr hatte sie eine Rolle im Film Hunting Games inne, für den sie auch als Filmproduzentin fungierte.

## Filmografie (Auswahl)

### Schauspiel
- 2011: It’s Supernatural (Fernsehserie, Episode 7x28)
- 2012: Die Tribute von Panem – The Hunger Games (The Hunger Games)
- 2013: Perspective (Kurzfilm)
- 2013: Shorts4Cancer
- 2014: Dead Room: Origins (Kurzfilm)
- 2014: Pigeon the Series (Miniserie)
- 2015: The Devil Is Alive (Kurzfilm)
- 2016: The Body Swap Workout (Kurzfilm)
- 2016: Cast Me (Fernsehserie, Episode 1x03)
- 2016–2017: My Crazy Ex (Fernsehserie, 3 Episoden, verschiedene Rollen)
- 2017: Holy Terror
- 2017: Sandy Wexler
- 2017: Kung Fu Femmes (Fernsehserie, Episode 1x10)
- 2017: The Z Virus (Fernsehserie, 5 Episoden)
- 2017: Deadly Sins – Du sollst nicht töten (Deadly Sins, Fernsehserie, Episode 6x05)
- 2017: Harker: The Awakening
- 2017: Visage
- 2017: You Can Do Better (Fernsehserie, 3 Episoden, verschiedene Rollen)
- 2017: Halloween Trap Kill Kill
- 2018: Drug Lords (Fernsehserie, Episode 1x02)
- 2018: Dead De La Créme
- 2018: Night of the Kanuak (Kurzfilm)
- 2018: Middle of the Night
- 2018: Single und begehrt (Soltera codiciada)
- 2018: Love Sonia
- 2018: Dirty Marti
- 2018: Heavens Warriors
- 2018: Broken Swords: The Last in Line
- 2018–2019: Brownies (Fernsehserie, 3 Episoden)
- 2019: Nation’s Fire
- 2019: Attachments
- 2019: The Wrong Boy Next Door (Fernsehfilm)
- 2019: Xenophobia
- 2019: 27 Rue de Fleurus
- 2020: Status Change (Kurzfilm)
- 2020: Midnight Fighter
- 2020: Street Survivors
- 2020: Bring Me a Dream
- 2020: The Dress Up Gang (Fernsehserie, Episode 1x10)
- 2020: Quarantine Leap (Fernsehserie, Episode 1x09)
- 2020: The Step Daddy
- 2020: Big Freaking Rat
- 2020: I Hate New Year’s
- 2021: Streets of the Dead (Kurzfilm)
- 2021: The Illegal
- 2021: Room 9
- 2021: Deadlock
- 2021: Memoirs of a Fighter
- 2022: Amityville Uprising
- 2022: No Name & Dynamite
- 2022: Maneater
- 2022: Clown Motel 2
- 2022: My Son Hunter
- 2022: Project Legion
- 2022: It’s Beginning to Look a Lot Like Murder (Fernsehfilm)
- 2022: The Holiday Dating Guide
- 2023: Hunting Games
- 2023: Diamond Heist – Ein Unmöglicher Auftrag (Mojave Diamonds)
- 2023: Operation Watchtower – Drei Tage in der Hölle (3 Days in Malay)
- 2023: Slotherhouse
- 2023: Among Wolves
- 2023: Rap Sh!t (Fernsehserie, Episode 2x02)
- 2023: Woods Witch
- 2024: Camp Pleasant Lake
- 2024: Feet of Death
- 2024: Laws of Man
- 2024: Four.
- 2025: Guns Up
- 2025: Prey of Wrath

### Produktion
- 2016: Bassosouras
- 2022: Spirit
- 2023: Hunting Games
- 2023: Operation Watchtower – Drei Tage in der Hölle (3 Days in Malay)
- 2023: Among Wolves
- 2024: The Cut
- 2025: Cleaner